# Sečianky
Sečianky (in ungherese Ipolyszécsényke) è un comune della Slovacchia facente parte del distretto di Veľký Krtíš, nella regione di Banská Bystrica.